# Espanha nos Jogos Olímpicos de Inverno de 1952
A Espanha competiu nos Jogos Olímpicos de Inverno de 1952, realizados em Oslo, Noruega.